# Theridion expallidatum
Theridion expallidatum là một loài nhện trong họ Theridiidae.
Loài này thuộc chi Theridion. Theridion expallidatum được Octavius Pickard-Cambridge miêu tả năm 1885.